# Hrabstwo Lafayette (Arkansas)

Piramida wieku hrabstwa

Hrabstwo Lafayette – hrabstwo w Stanach Zjednoczonych, w stanie Arkansas. Według danych z 2010 roku, hrabstwo zamieszkiwało 7645 osób. Hrabstwo należy do nielicznych hrabstw w Stanach Zjednoczonych należących do tzw. dry county, czyli hrabstw gdzie decyzją lokalnych władz obowiązuje całkowita prohibicja.

## Miejscowości
- Bradley
- Buckner
- Lewisville
- Stamps